# Aerodrome (Musikfestival)
Das Aerodrome war ein Musikfestival in Österreich.
Im Januar 2004 beschloss die „Wiesen Festivals & Concerts GmbH“ (Damaliger Geschäftsführer: Ewald Tatar) die Umsetzung des Aerodrome 04. Man wollte ein in Österreich einzigartiges Musikfestival etablieren, das in der Größe vergleichbar ist mit den Festivals Rock am Ring oder Reading Festival. Stattgefunden hat das 2-Tages-Festival am Donnerstag, 10. Juni 2004, und Freitag, 11. Juni 2004, auf dem Flugfeld Civitas Nova in Wiener Neustadt (Niederösterreich) auf einem 400.000 m² großen Areal unter Verwendung zweier Bühnen. Headliner waren die Bands Metallica, Red Hot Chili Peppers und die Pixies. Die kleinere Bühne (FM4-Stage) war in der Veranstaltungshalle Arena Nova, die bis zu 10.000 Besucher fasste, während auf dem Gelände im Freien die Main-Stage für rund 50.000 Festival-Gästen aufgebaut wurde. Zusätzlich wurde ein Campingplatz aufgebaut. Das Festival war an beiden Tagen ausverkauft bei einem Zuschauerschnitt von 65.000 Leuten pro Tag.
Nach der Trennung Wiesens von dessen Bookern und der daraus resultierenden Gründung der Nova Music wurde das Aerodrome im Jahr 2005 von „Artist Marketing Entertainment“ am 26. und 27. Mai veranstaltet. Das Festival wurde deutlich kleiner angelegt als im Jahr zuvor. So kamen an den beiden Tagen insgesamt 35.000 Besucher zum Civitas Nova-Gelände.
Das Aerodrome 2006 wurde wegen der Fußball-WM und zahlreicher anderer geplanter Festivals ursprünglich in den Spätsommer verschoben. Im April 2006 wurde schließlich die Absage des Festivals bekannt gegeben. Als Grund wurde die Vielzahl von Festivals im Jahr 2006 und diverse Absagen von Tourneen im Spätsommer genannt.
Eine Fortsetzung des Events ist nicht geplant.

## Programm

### 2004
Beim „Aerodrome 04“ traten im Laufe des 10. und 11. Juni 2004 folgende Bands auf:
3 Doors Down, Amorphis, Beginner, Blackalicious, Cromit, Die Toten Hosen (Friss oder stirb Tour), Dilated Peoples, Dover, garish, Hatebreed, H-Blockx, Ill Niño, In Extremo, Kick Down, Korn, Life of Agony, Lostprophets, Metallica, MIA., Mnemic, Motörhead, Pixies, Pungent Stench, Red Hot Chili Peppers, Slipknot, Soilwork, Sophia, Soulfly, Static-X, The Stands, The Weakerthans und Within Temptation.
Am Samstag, dem 12. Juni 2004, fand noch ein weiterer Festival-Tag statt, allerdings nicht mehr unter dem Namen „Aerodrome 04“, sondern unter dem Titel „Grönemeyer and Friends“. An diesem Tag kamen als Headliner Herbert Grönemeyer und die Black Eyed Peas sowie Avril Lavigne; zusätzlich waren die Söhne Mannheims und Christina Stürmer (in ihrem ersten Livekonzert) live zu sehen.

### 2005
Am „Aerodrome 05“ nahmen am 26. und 27. Mai 2005 unter anderem folgende Bands teil:
3 Feet Smaller, 3 Inches of Blood, Asian Dub Foundation, Blind Petition, Clawfinger, Dog Eat Dog, Edo Maajka, Ektomorf, Flyswatter, Guadalajara, Heinz aus Wien, Incorporated, Incubus, J.B.O., Les Babacools, Monomania, Motörhead, Naca 7, Naked Lunch, Paradise Lost, Petsch Moser, Rammstein, Randy, Shantel, Sick of It All, Slipknot, Still Remains, The Hives, The Prodigy, Trivium, The Servant, The Soundtrack of Our Lives, Thirteen Senses, Turbonegro, Tyler, Waxolutionists, …